# Sân bay quốc tế Harare
Sân bay quốc tế Harare (IATA: HRE, ICAO: FVHA) là một sân bay ở Harare, Zimbabwe. Sân bày này thuộc quản lý của Cục hàng không dân dụng Zimbabwe và trung tâm của hãng Air Zimbabwe. Đường băng sân bay này dài 4.725m là một trong những đường cất hạ cánh dài nhất châu Phi, so với Sân bay quốc tế OR Tambo có đường băng dài 4.418m.
Năm 2004, sân bay này đã phục vụ 592.437 lượt khách (tăng 6,9% so với năm 2003).

## Các hãng hàng không và các tuyến điểm
- Air Botswana (Gaborone)
- Air Malawi (Lilongwe, Blantyre)
- Air Zambezi (Bulawayo)
- Air Zimbabwe (Beijing, Blantyre, Brussels (bắt đầu mùa Hè 2008), Bulawayo, Dar es Salaam, Dubai, Guangzhou, Johannesburg, Lilongwe, London-Gatwick, Lubumbashi, Lusaka, Nairobi, Port Louis, Singapore, Victoria Falls)
- Comair (Johannesburg)
- Ethiopian Airlines (Addis Ababa)
- Kenya Airways (Maputo, Nairobi)
- Linhas Aéreas de Moçambique (Maputo)
- South African Airways (Johannesburg)
- TAAG Angola Airlines (Luanda, Lusaka)

### Cargo airlines
- Avient Aviation